# Reikosiella melina
Reikosiella melina är en stekelart som beskrevs av Yoshimoto 1969. Reikosiella melina ingår i släktet Reikosiella och familjen hoppglanssteklar. Inga underarter finns listade i Catalogue of Life.